# Segunda batalla de Solskjell
La segunda batalla de Solskjell (c. 870) fue un conflicto armado que siguió a la desafortunada primera batalla de Solskjell.
Tras la derrota de la primera batalla, Solve Klove, hijo del caudillo vikingo Huntiof de Nordmøre, siguió con sus incursiones contra las posesiones reales de Harald I de Noruega, devastando a su ejército y tierras en las costas de Møre; las incursiones eran tan severas que obligaron al rey Harald a pasar el invierno en Trondheim. Solve también pasó algún tiempo en la corte del rey Arnvid de Sunnmøre y ambos organizaron un ejército junto con otros desposeídos de las conquistas reales.
Al verano siguiente el rey Harald reunió un ejército y navegó hacia el sur. Tras ser advertidos de las intenciones del monarca, Solve convenció al rey Audbjorn de Fjordane para unirse a sus fuerzas contra Harald:
«Ahora tenemos claro que debemos levantarnos contra el rey Harald, pues tenemos la fuerza suficiente; ser sus sirvientes, no es ninguna condición para nosotros, que no somos menos nobles que Harald».
Las fuerzas armadas navegaron rumbo hacia el norte, a Solskjell. Ambos caudillos, Arnvid y Audbjorn sucumbieron en la batalla, pero Solve escapó de nuevo. Heimskringla cita que los jarls reales Asgaut y Asbjorn, y los hijos de Håkon Grjotgardsson (c. 820-870), Grjotgard y Herlaug, también murieron en Solskjell.
Tras la victoria, Harald tomó posesión de Sunnmøre, y cedió el gobierno del enclave a su aliado, el jarl Rognvald Eysteinsson.
Solve se declaró enemigo encarnizado del rey Harald y siguió devastando las posesiones y manteniendo continuos conflictos armados contra la corona durante muchos años.

## Novela histórica
El escritor español Juan Andrés Martínez Sánchez recreó las batallas de Solskjell en su libro El cantar de Harald, basándose en las sagas nórdicas.